# Warwolf
Warwolf, War Wolf eller Ludgar (Loup de Guerre, dansk: krigsulv) antages at være den største blide, der nogensinde har været bygget. Den blev bygget i Skotland på kong Edvard 1. af Englands ordre under hans belejring af Stirling Castle, som endte Den skotske uafhængighedskrig.

## Warwolf ved Stirling
Før den var samlet, fyldte den 30 vogne. Det tog fem tømrermestre og 49 arbejdere mindst tre måneder at samle den.
En samtidig kilde skriver om våbnet, at "Under dette forløb havde kongen fået tømrere til at konstruere en frygtelig maskine kaldet loup-de-guerre, og når den skød, ødelagde den hele muren." 
Allerede inden den var samlet, fik synet af det enorme våben skotterne på Stirling Castle til at overgive sig. Men Edvard sendte fredsforhandlerne tilbage til borgen og erklærede: "I fortjener ingen nåde, men må overgive jeg til min vilje." Edvard besluttede at forstætte med belejringsmaskinen og med egne øjne se det magtfulde våben demonstreret. Warwolf kastede med præcision projektiler, der vejede op mod 136 kg (300 pund), og den ødelagde en stor del af ringmuren.